# حنوة
الحَنْوَة أو الخالدة أو جافة الزهر أو قتن (باللاتينية: Xeranthemum) جنس نباتي ينتمي إلى الفصيلة النجمية ويضم ستة أنواع مقبولة وأكثر من أربعين نوعا لم يحسم أمرها بعد..

## من أنواعهاالواطنةفيالوطن العربي
1. الحنوة الأسطوانية (باللاتينية: Xeranthemum cylindraceum) في بلاد الشام والمغرب العربي وحوض البحر الأبيض المتوسط والقوقاز
2. الحنوة الحارقة (باللاتينية: Xeranthemum squarrosum) في بلاد الشام وتركيا والقوقاز
3. الحنوة طويلة القنازع (باللاتينية: Xeranthemum longepapposum) في بلاد الشام وتركيا
4. الحنوة المغلقة (باللاتينية: Xeranthemum inapertu) في بلاد الشام والمغرب العربي وحوض البحر الأبيض المتوسط والقوقاز

## من أنواعها الأخرى
1. الحنوة الحولية (باللاتينية: Xeranthemum annuum)